# Mogło być nic
Mogło być nic – drugi album studyjny polskiej grupy muzycznej Kwiat Jabłoni. Wydawnictwo ukazało się 5 lutego 2021 nakładem wytwórni muzycznej Agora.

## Lista utworów
| Nr  | Tytuł utworu               | Długość |
| --- | -------------------------- | ------- |
| 1.  | „Buka”                     | 3:56    |
| 2.  | „Mogło być nic”            | 4:12    |
| 3.  | „Drogi proste”             | 3:56    |
| 4.  | „Byle jak”                 | 4:19    |
| 5.  | „Nie ma mnie”              | 3:32    |
| 6.  | „Kometa”                   | 3:38    |
| 7.  | „Zaczniemy od zera”        | 4:02    |
| 8.  | „Maska”                    | 4:09    |
| 9.  | „Bankiet”                  | 4:02    |
| 10. | „Wyjście z bankietu”       | 2:12    |
| 11. | „Przezroczysty świat”      | 4:15    |
| 12. | „Idzie zima” (Bonus Track) | 3:45    |
|     |                            | 45:58   |

## Listy sprzedaży
OLiS jest ogólnopolskim notowaniem, tworzonym przez agencję TNS Polska na podstawie sprzedaży albumów muzycznych na nośnikach fizycznych (nie uwzględnia  informacji o pobraniach w formacie digital download czy odtworzeniach w serwisach streamingowych).
Album zajął 11. miejsce wśród najlepiej sprzedających się albumów w 2021 roku.
| Tydzień | 1      | 2      | 3      | 4      | 5      |
| ------- | ------ | ------ | ------ | ------ | ------ |
| Pozycja | 1      | 2      | 3      | 2      | 5      |
| Źródło  | [ 11 ] | [ 12 ] | [ 13 ] | [ 14 ] | [ 15 ] |

## Certyfikaty i sprzedaż
| Data              | Certyfikat ZPAV    | Sprzedaż |
| ----------------- | ------------------ | -------- |
| 24 marca 2021     | złota płyta        | 15 000+  |
| 10 listopada 2021 | platynowa płyta    | 30 000+  |
| 20 kwietnia 2022  | 2× platynowa płyta | 60 000+  |